# Bethe-Blochova formula
Bethe-Blochova formula fizikalna je formula koja opisuje kako nabijena čestica gubi energiju prilikom upada u materijal zbog interakcije s atomskim elektronima, a naziv je dobila po fizičarima koji su najviše doprinijeli njenom nastanku Hansu Betheu i Felixu Blochu. Formula ima najveću primjenu u eksperimentalnoj nuklearnoj i čestičnoj fizici kod identifikacije čestica i jezgri.
Kad nabijena čestica (npr. ion) upada u materijal, primarno gubi energiju na neelastičnom raspršenju s atomskim elektronima. Čestica kumulativno gubi energiju kako prodire u materijal, a kad dovoljno uspori počinje na sebe vezati elektrone pa postaje sve neutralnija i sve manje interagira s elektronima. No u konačnici se ipak zaustavlja, ali i dalje posjeduje kinetičku energiju koja je posljedica termičkog gibanja u materijalu. Bethe-Blochova formula primjenjiva je u domeni većih brzina gdje nabijena čestica još ne veže na sebe elektrone, ali opet ne vrlo visokih brzina gdje postaju dominantni efekti zračenja naboja u gibanju.
Formula glasi:
{\displaystyle -{\frac {dE}{dx}}=2\pi N_{A}r_{e}^{2}m_{e}c^{2}\rho {\frac {Z}{A}}{\frac {z^{2}}{\beta ^{2}}}\left[\ln \left({\frac {2m_{e}\gamma ^{2}\beta ^{2}c^{2}W_{\mathrm {max} }}{I^{2}}}\right)-2\beta ^{2}\right]}
gdje su {\displaystyle r_{e}} klasični radijus atoma ({\displaystyle 2.817\times 10^{-13}\mathrm {cm} }), {\displaystyle m_{e}} masa elektrona, {\displaystyle N_{A}} Avogadrova konstanta ({\displaystyle 6.022\times 10^{23}\mathrm {mol^{-1}} }), {\displaystyle Z} atomski broj atoma materijala, {\displaystyle A} atomska masa atoma materijala, {\displaystyle \rho } gustoća materijala, {\displaystyle z} naboj upadne čestice u višekratnicima elementarnog naboja {\displaystyle e}, {\displaystyle \beta ={\frac {v}{c}}} i {\displaystyle \gamma ={\frac {1}{\sqrt {1-\beta ^{2}}}}} relativističke pokrate, {\displaystyle W_{\mathrm {max} }} maksimalni prijenos energije u jednom sudaru i {\displaystyle I} usrednjeni potencijal pobude.